# Dimitar Talev
Dimitar Talev (en bulgare Димитър Талев ; 1898-1966) est un écrivain et journaliste bulgare. Ses principaux ouvrages sont des romans décrivant la lutte de libération de Macédoine de l'Empire ottoman.

## Biographie
Dimitar Talev est né en 1898 à Prilep, ville de l'empire ottoman qui fait maintenant partie de la Macédoine du Nord.
Il a étudié la médecine et la philosophie à Zagreb puis à Vienne ainsi que la philologie des langues slaves à l'université de Sofia.
Il contribua aux journaux  Macedonia et Zora
Il fut arrêté en 1944 par les autorités communistes, placé dans la prison de Sofia puis dans les camps de travail de Bobovdol et de Kounitza.
De 1948 à 1952, il fut exilé à Lukovit.
Il est mort le 20 octobre 1966.